# Viagem Fantástica (filme)
Fantastic Voyage  (br/pt: Viagem Fantástica) é um filme estadunidense, do ano de 1966, do gênero ficção científica, dirigida por  Richard Fleischer, a partir de roteiro de Harry Kleiner. A livraria Bantam Books obteve os direitos para uma adaptação para a literatura do roteiro e contatou Isaac Asimov para escrever o livro (Asimov 1980:363). Devido a adaptação ter sido lançada seis meses antes do filme, muitos acreditaram incorretamente que  o livro de Asimov havia inspirado o filme (Asimov 1980:390). De acordo com Frederik L. Schodt no texto The Astro Boy Essays, a FOX também contatou a NBC para reivindicar os direitos pois um dos episódios da série Astro Boy partia da mesma premissa, mas eles nunca obtiveram uma reposta ou creditaram o autor do mangá nos letreiros finais do filme.

## Sinopse
Na história, tanto os Estados Unidos quanto a União Soviética desenvolveram tecnologia de encolhimento da matéria (miniaturização), mas sua utilidade era limitada pois os objetos reduzidos voltavam ao normal após um determinado período.
O cientista Jan Benes que trabalhava atrás da "Cortina de Ferro", conseguiu descobrir um meio do resultado do processo durar indefinidamente. Com a ajuda da CIA, ele fugiu para o Ocidente com seu segredo, mas um atentado contra a sua vida o deixou em coma, com um coágulo no cérebro.
Para salvar a vida do cientista, Charles Grant (o agente que o ajudou o fugir), o piloto Capitão Bill Owens, Dr. Michaels, o cirurgião Dr. Peter Duval e sua assistente Cora Peterson embarcam num submarino, o "Proteus", que é miniaturizado e injetado no corpo de Benes. A equipe tem uma hora para drenar o coágulo; após isso, o submarino vai começar a reverter ao tamanho normal, podendo ser detectado pelo sistema imunológico de Benes e possivelmente destruído.
A tripulação enfrenta muitos obstáculos durante a missão. Eles são desviados para o coração, ouvido e pulmões (onde se reabastecem de oxigênio nos alvéolos). Quando o aparelho a laser que seria usado no coágulo aparece destruído, a equipe descobre que um sabotador está a bordo. Ao chegarem ao cérebro, eles contam com poucos minutos para realizarem a cirurgia e escaparem do corpo.

## Elenco
| Nome             | Personagem              |
| ---------------- | ----------------------- |
| Stephen Boyd     | Grant                   |
| Raquel Welch     | Cora                    |
| Edmond O'Brien   | General Carter          |
| Donald Pleasence | Dr. Michaels            |
| Arthur O'Connell | Coronel Donald Reid     |
| William Redfield | Capitão Bill Owens      |
| Arthur Kennedy   | Dr. Duval               |
| Jean Del Val     | Jan Benes               |
| Barry Coe        | Assessor de comunicação |
| Ken Scott        | Serviço Secreto         |
| Shelby Grant     | Enfermeira              |
| James Brolin     | Técnico                 |

## Premiações
- Indicado

Academy Awards
Categoria Melhor Cinematografia Ernest Laszlo
Categoria Melhor Efeitos de Som Walter Rossi
Categoria Melhor Edição William B. Murphy
Hugo Awards
Categoria Melhor Apresentação Dramática
- Ganhou[3]

Academy Awards
Categoria Melhor Direção de Arte Jack Martin Smith, Dale Hennesy, Walter M. Scott e Stuart A. Reiss
Categoria Efeitos Especiais Art Cruickshank
American Cinema Editors
Categoria Melhor Edição William B. Murphy
Laurel Awards
Categoria Ação Dramática 3º Lugar
Motion Picture Sound Editors
Categoria Melhor Edição de Som

## Literatura derivada do filme
- Fantastic Voyage II: Destination Brain, foi escrito por Isaac Asimov como a sua própria versão da idéia, deixando de lado o roteiro de 1966. Este livro não é uma sequência, mas uma história separada que toma lugar na União Sovética com personagens diferentes.

- Fantastic Voyage: Microcosm é uma terceira versão da história, escrita por Kevin J. Anderson, publicada em 2001. Nesta versão a tripulação do Proteus explora o corpo de um alienígena morto, que se acidentou na Terra. Na história são usadas referências à nanotecnologia em lugar dos perigos dos ataques dos glóbulos brancos.

## Adaptações

### Série animada de 1968
Dois anos depois do filme, a ABC exibiu os desenhos animados baseados no filme. A série foi produzida pela Filmation. Aqui a equipe de cientistas é diferente e sua nave (um submarino que possui também a capacidade de voar) é chamada de Voyager.  Depois de ser licenciado por muitos anos para a Aurora Model Company, em 2008 um kit do Voyager foi relançado pela Moebius.

### História em quadrinhos (1967)
Uma quadrinização do filme foi lançado em 1967 pela editora Gold Key Comics. Com desenhos de  Wally Wood, a aventura segue em termos gerais o roteiro do filme, mas muitas cenas e o final foram mudados.